# تندميرة
تندميرة هي قرية صغيرة تقع على جبل نفوسة في ليبيا، تقع بين منطقتين كاباو والحرابة، إذ يحدها من الشرق الحرابة ومن الغرب كاباو وطمزين. يبلغ عدد سكان تندميرة خمسة آلاف نسمة، ويعمل معظمهم في الزراعة وتربية الأغنام والتجارة. يوجد في تندميرة عدة مساجد، من أهمها مسجد أبو منصور إلياس، ومسجد أبو قشقاش، ومسجد الشيخ عمر بن عيسى التندميرتي، ومسجد أبو نصر، الذي يقع على حافة الجبل تمامًا، ويطل على منطقة تيجي.